# 1518

## Události
- 25. května – 26. května
  - 22:46–05:07 UTC – přechod Venuše přes sluneční kotouč; cyklus nabývá dnešní podoby, kdy během 243 let proběhnou dvě dvojice přechodů, což potrvá až do roku 2854
- První tištěná mapa Čech – Klaudyánova mapa
- zahájena výroba prostějovské starorežné

## Narození
Česko
- 13. února – Antonín Brus z Mohelnice, velmistr Křižovníků s červenou hvězdou, biskup vídeňský a arcibiskup pražský († 15. srpna 1580)

Svět
- 3. června – Li Š'-čen, čínský lékař, farmakolog a přírodovědec († 1593)
- 29. září – Tintoretto, italský malíř († 31. května 1594)
- ? – Thomas Gresham, anglický obchodník a finančník, zakladatel londýnské Královské burzy († 21. listopadu 1579)

## Úmrtí
- 27. srpna – Johana Neapolská, neapolská královna (* 15. dubna 1478)[1]
- 20. listopadu – Pierre de La Rue, franko-vlámský renesanční skladatel (* 1460)
- ? – Cima da Conegliano, italský malíř (* 1459)
- ? – Erasmus Grasser, německý pozdně gotický řezbář, sochař a architekt (* 1450)

## Hlavy států
- České království – Ludvík Jagellonský
  - Moravské markrabství – Ludvík Jagellonský
- Svatá říše římská – Maxmilián I.
- Bavorské vévodství – Ludvík X. z Landshutu
- Papež – Lev X.
- Benátská republika – Leonardo Loredan
- Neapolské království – Karel IV.
- Švédské království – regent Sten Sture
- Dánské království – Kristián II.
- Norské království – Kristián II.
- Anglické království – Jindřich VIII. Tudor
- Skotské království – Jakub V.
- Francouzské království – František I.
- Polské království – Zikmund I. Starý
- Uherské království – Ludvík Jagellonský
- Perská říše – Ismail I.